# Белобровый луговой трупиал
Белобровый луговой трупиал (лат. Leistes superciliaris) — вид птиц из семейства трупиаловых. Подвидов не выделяют.

## Описание
Очень похож на вид Leistes militaris. Самца Leistes superciliaris легко отличить по его ярко-белому надбровью, но самки двух видов почти идентичны. У самки Leistes militaris более длинный клюв, меньшие размеры и более короткие крылья, чем у Leistes superciliaris, а также меньшее количество полос на нижней части тела.

### Самец
Оперение самца в основном черное, за исключением ярко-красного на горле и животе, а также белого надбровья.

### Самка
У самки темно-коричневые перья на верхней части тела с желтовато-коричневой каймой, нижняя часть тела желтовато-коричневая, на макушке и возле глаз проходят бледные полосы. Молодые особи бледнее.

## Распространение и среда обитания
Обитает от северо-востока и юго-запада Бразилии до Парагвая, Уругвая и Аргентины.Обитает на открытой местности, предпочитает влажные луга и пастбища.

## Гнездование
Строит глубокое, выстланное травой открытое чашеобразное гнездо на земле среди высокой травы. Гнезда нескольких разных пар часто расположены близко друг к другу. Кладка состоит из трех-пяти красновато-коричневых яиц с зеленоватыми пятнами. На гнёздах этого вида часто паразитирует блестящий коровий трупиал.

## Питание
Питается в основном насекомыми и некоторыми семенами, в том числе рисом, добывает корм на земле, как и боболинк.

## Популяция
Популяция данного вида стабильна.

## Продолжительность поколения
Продолжительность поколения составляет 4,3 года.